# Noc oczyszczenia (serial telewizyjny)
Noc oczyszczenia (ang. The Purge) – amerykański antologiczny serial telewizyjny (horror, thriller)  wyprodukowany przez Platinum Dunes, Blumhouse Television, Universal Cable Productions, Man in a Tree Productions oraz  Racket Squad Production, który jest serialową adaptacją serii filmów Noc oczyszczenia w reżyserii Jamesa DeMonaco. Serial jest emitowany od  4 września 2018 roku przez USA Network. Natomiast w Polsce serial jest emitowany od 5 listopada 2019 roku przez SciFi Universal.
Fabuła serialu opowiada o 12 godzinach w roku, gdzie wszyscy przebywający w USA mogą legalnie popełnić przestępstwo, nawet morderstwa.

## Obsada

### Główna
- Gabriel Chavarria jako Miguel[3]
- Hannah Anderson jako Jenna[4]
- Jessica Garza jako Penelope[3]
- Lili Simmons jako Lila[4]
- Amanda Warren jako Jane[5]
- Colin Woodell jako Rick[5]
- Lee Tergesen jako Joe[4]

### Role drugoplanowe
- William Baldwin jako David Ryker[6]
- Reed Diamond jako Albert Stanton
- Fiona Dourif jako "the cool and offbeat, Good Leader Tavis[7]

## Odcinki
| Sezon | Odcinki | Oryginalna emisja w USA Network | Oryginalna emisja w USA Network | Oryginalna emisja w SciFi Universal | Oryginalna emisja w SciFi Universal | Oryginalna emisja w SciFi Universal |
| Sezon | Odcinki | Premiera sezonu                 | Finał sezonu                    | Premiera sezonu                     | Finał sezonu                        |                                     |
| ----- | ------- | ------------------------------- | ------------------------------- | ----------------------------------- | ----------------------------------- | ----------------------------------- |
| 1     | 10      | 4 września 2018                 | 6 listopada 2018                | 5 listopada 2019                    | 3 grudnia 2019                      |                                     |
| 2     | 10      | 15 października 2019            | 17 grudnia 2019                 |                                     |                                     |                                     |

### Sezon 1 (2018)
| Nr | #  | Tytuł                                           | Reżyseria          | Scenariusz                                            | Premiera w USA Network | Premiera w SciFi Universal |
| -- | -- | ----------------------------------------------- | ------------------ | ----------------------------------------------------- | ---------------------- | -------------------------- |
| 1  | 1  | Co się dzieje w Ameryce? What Is America?       | Anthony Hemingway  | James DeMonaco                                        | 4 września 2018        | 5 listopada 2019           |
| 2  | 2  | Bierz, co ci się należy Take What’s Yours       | Anthony Hemingway  | Thomas Kelly                                          | 11 września 2018       | 5 listopada 2019           |
| 3  | 3  | Żądza The Urge to Purge                         | David Von Ancken   | James DeMonaco                                        | 18 września 2018       | 12 listopada 2019          |
| 4  | 4  | Wypuścić bestię Release the Beast               | Clark Johnson      | Krystal Houghton Ziv                                  | 25 września 2018       | 12 listopada 2019          |
| 5  | 5  | Powstań Rise Up                                 | Julius Ramsay      | James DeMonaco                                        | 2 października 2018    | 19 listopada 2019          |
| 6  | 6  | Zapomniani The Forgotten                        | Nina Lopez-Corrado | Jeremy Robbins                                        | 9 października 2018    | 19 listopada 2019          |
| 7  | 7  | Piękne, mroczne i głębokie Lovely Dark and Deep | Tara Nicole Weyr   | James DeMonaco, Mick Betancourt, Krystal Houghton Ziv | 16 października 2018   | 26 listopada 2019          |
| 8  | 8  | Czas dawania Giving Time Is Here                | Michael Nankin     | Thomas Kelly                                          | 23 października 2018   | 26 listopada 2019          |
| 9  | 9  | Deklaruję udział They Will Participate          | Ernest Dickerson   | Nick Snyder                                           | 30 października 2018   | 3 grudnia 2019             |
| 10 | 10 | Naród odrodzony A Nation Reborn                 | Ernest Dickerson   | Nick Snyder, Jeremy Robbins                           | 6 listopada 2018       | 3 grudnia 2019             |

### Sezon 2 (2019)
| Nr | #  | Tytuł                        | Reżyseria          | Scenariusz                        | Premiera w USA Network |
| -- | -- | ---------------------------- | ------------------ | --------------------------------- | ---------------------- |
| 11 | 1  | This Is Not a Test           | Tim Andrew         | Krystal Houghton Ziv              | 15 października 2019   |
| 12 | 2  | Everything Is Fine           | Jessica Lowrey     | James Roland                      | 22 października 2019   |
| 13 | 3  | Blindspots                   | Tara Nicole Weyr   | Jeremy Robbins                    | 29 października 2019   |
| 14 | 4  | Grief Box                    | Jaime Reynoso      | Desta Tedros Reff                 | 5 listopada 2019       |
| 15 | 5  | House of Mirrors             | Christoph Schrewe  | Lindsey Villarreal                | 12 listopada 2019      |
| 16 | 6  | Happy Holidays               | Jen McGowan        | Nina Fiore, John Herrera          | 19 listopada 2019      |
| 17 | 7  | Should I Stay or Should I Go | Darren Grant       | Nick Zigler                       | 26 listopada 2019      |
| 18 | 8  | Before the Sirens            | Patrick Lussier    | James Roland, Lindsey Villarreal  | 3 grudnia 2019         |
| 19 | 9  | Hail Mary                    | Gigi Saul Guerrero | Nina Fiore, John Herrera          | 10 grudnia 2019        |
| 20 | 10 | 7:01am                       | Tim Andrew         | Krystal Houghton Ziv, Nick Zigler | 17 grudnia 2019        |

## Produkcja
W lutym 2018 roku ogłoszono, że Jessica Garza i Gabriel Chavarria otrzymali główne role w dramacie.
Pod koniec marca 2018 roku poinformowano, że Amanda Warren i Colin Woodell dołączyli do obsady horroru. W kolejnym miesiącu ogłoszono, że w serialu zagrają: Lili Simmons, Hannah Anderson, Lee Tergesen oraz William Baldwin.
W maju 2018 roku poinformowano, że Fiona Dourif otrzymała rolę powracającą.
Na początku listopada 2018 roku USA Network ogłosiła zamówienie drugiego sezonu.
W połowie maja 2020 roku stacja USA Network poinformowała o anulowaniu produkcji trzeciego sezonu.